# Agadez

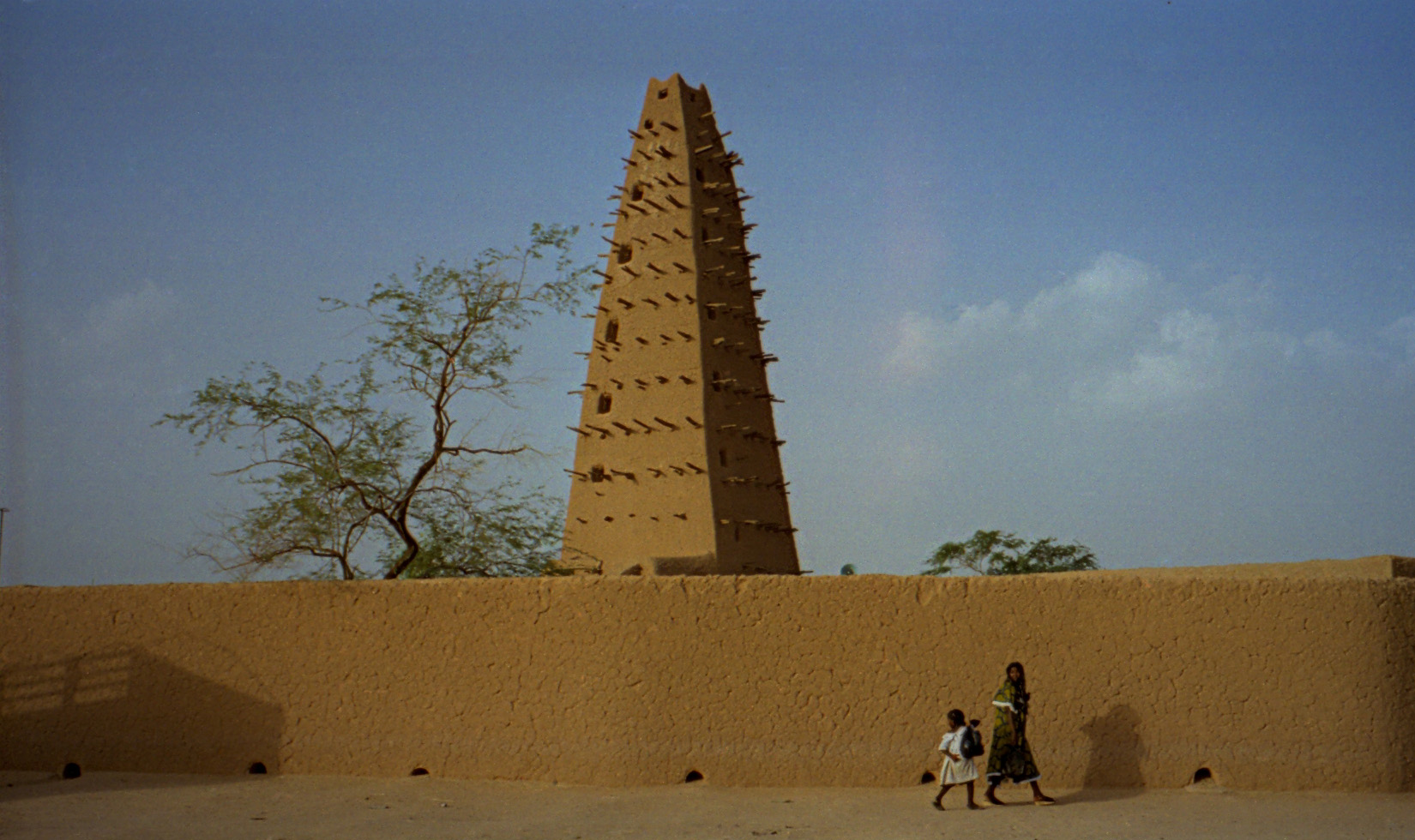
Az 1515-ben épült, 1844-ben változatlan stílusban felújított Agadezi Nagy Mecset

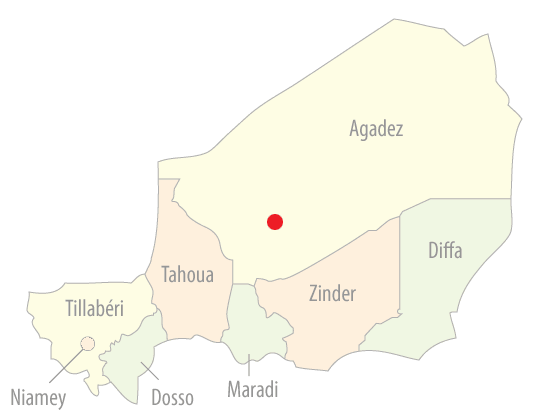
Agadez Niger megyetérképén

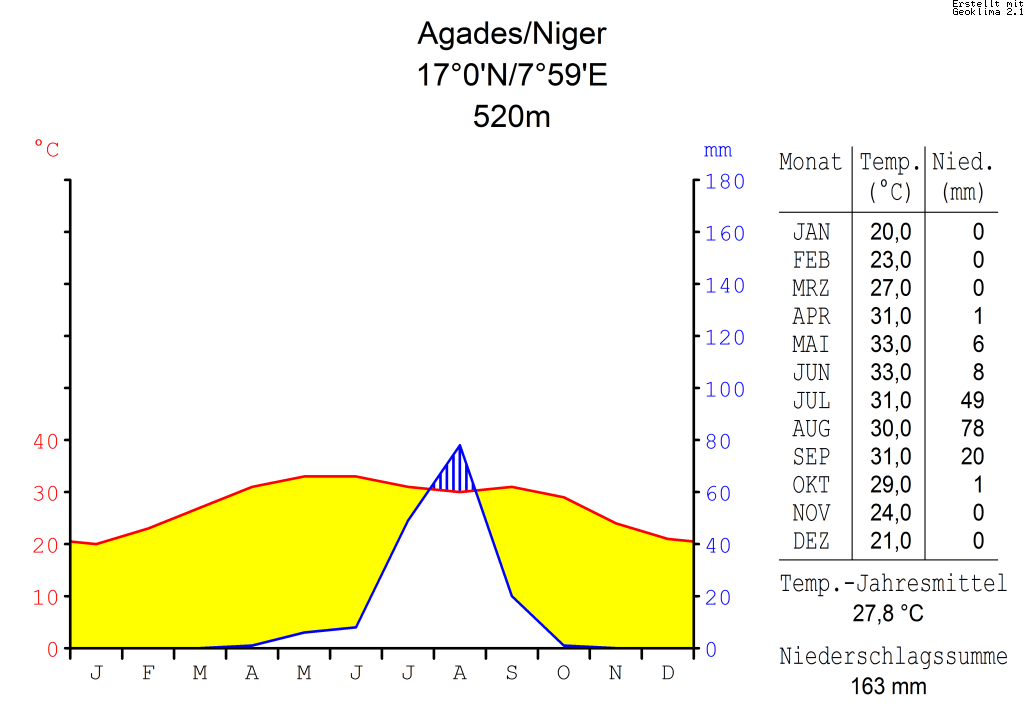
Agadez hőmérsékleti és csapadék-diagramja (németül. A nappali átlaghőmérséklet 27,8 Celsius-fok, az átlagos éves csapadék 163 milliméter

Agadez vagy Agadès Niger északi részének legnagyobb városa a Szaharában, 520 méteres magasságban, a főváros Niameytől 740 kilométerre északra.
Népessége a 2005-ös népszámlálás adata szerint 88 569 volt. A tuaregek lakta Aïr-hegység legfontosabb városa, a 347 ezer fős Agadez megye székhelye.

## Gazdasága
Turista és piaci központ, a környéken bányászott uránérc, ónérc és szén kitermelésének központja. 1976 óta bányászati iskolája van.
A környék nomád pásztorai hagyományosan itt adják el állataikat és szerzik be a gabonát és a zöldséget.

## Története
Agadezt a 14. században alapították és fokozatosan, a Szaharán keresztül zajló kereskedelem segítségével növekedve vált a legfontosabb tuareg várossá, átvéve Assodé szerepét. A városba még ma is érkeznek Bilmából sószállító karavánok.
1449-ben Agadez szultanátussá vált, 1500 körül pedig meghódította a Szongáj Birodalom. Ekkor már harmincezer lakossal fő központja volt a nyugat-afrikai Kano és Timbuktu, illetve az észak-afrikai földközi-tengeri Gat és Gadamesz oázisok és a földközi-tengeri Tripoli város közti kereskedelemnek. A marokkói hódítással hanyatlás kezdődött és a népesség kevesebb mint tízezerre csökkent.
1900 körül a várost a franciák foglalták el. 1916-ban az új hódítók könyörtelenül leszámoltak Kaocen Ag Mohammed rövid időre sikereket arató felkelésével. Az 1990-es években Agadez a tuareg felkelés fontos központjává vált.

### Erőszak 2007-től
A második tuareg felkelés kezdete (2007 februárja) óta az elszórt erőszakcselekmények és a régiót sújtó menekültválság miatt sokak nem tekintik biztonságos övezetnek Agadezt és környékét. 2007 októberétől a nigeri kormány a térségben különleges intézkedéseket vezetett be, korlátozva a szabad mozgást, a gyülekezési és politikai jogokat. 2007 decemberétől Észak-Niger szerepel azoknak a területeknek a listáján amelyeket az Amerikai Egyesült Államok Külügyminisztériuma veszélyesnek tart az amerikai állampolgárok számára. A 2007-2008-as turistaszezonra (szeptember-március) az európai légitársaságok is felfüggesztették Agadezbe közlekedő járataikat. Jelentések szerint a városba több ezer menekült érkezett, de segítségre nem számíthatnak, az Agadez körüli utakat pedig elaknásították. A kormányzat a külföldi újságírók és a segélyszervezetek számára is lezárta a régiót.

## Látnivalók
- A Nagy Mecset
- A Kaocen palota (ma szálloda).
- A szultáni palota.
- agadezi keresztek, Agadez ezüst és bőr kézművescikkei, felső karra húzható karperecek, teve-dísznyergek kereszt alakú markolatgombbal és magas, egyenes háttámlával.
- A Nagypiac a mecset közelében.
- A tevepiac (csak hajnalban).
- A Vieux negyed, szűk utcákkal, apró üzletekkel, szudáni stílusú épületekkel.

## Közlekedés
Nemzetközi repülőterét Mano Dayak tuareg vezetőről nevezték el, aki a régió szülötte.

## Sport
1979 és 1997 közt Agadez gyakran volt a Dakar-rali állomása.